# Fakhri Paxá

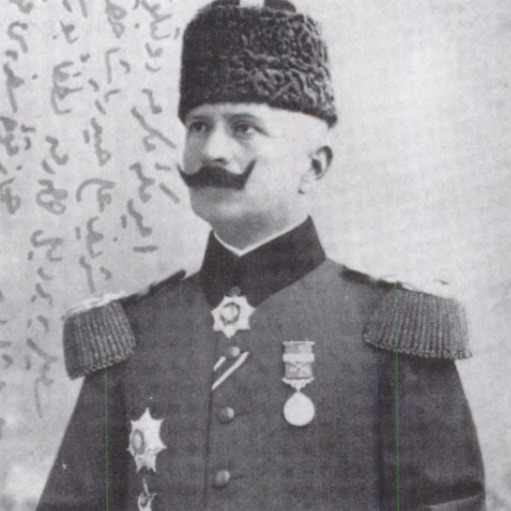
Fakhri Paxá

Fakhri Paxá ou Fahreddin Pasha (1868 - 22 de novembro de 1948), conhecido como Ömer Fahrettin Türkkan após a Lei do Sobrenome de 1934, foi o comandante do exército otomano e governador da Medina entre 1916 a 1919. Ele foi apelidado de "O Leão do Deserto" e "O Tigre do Deserto" pelos britânicos por seu patriotismo na Medina.